# أوزفالدو دياز
أوزفالدو دياز (بالإسبانية: Osvaldo Díaz) (22 ديسمبر 1981 بسان لورينزو في باراغواي - ) هو مدرب كرة قدم ولاعب كرة قدم باراغواياني في مركز الوسط، شارك في الألعاب الأولمبية الصيفية 2004. وشارك مع منتخب الباراغواي تحت 20 سنة لكرة القدم ومنتخب باراغواي الأولمبي لكرة القدم ومنتخب باراغواي لكرة القدم. أما مع النوادي، فقد لعب مع أوليمبيا أسونسيون وسبورتيفو لوكوينو ونادي لوغانو ونادي 12 أكتوبر لكرة القدم وClub Sportivo San Lorenzo ‏ وIndependiente F.B.C. ‏ ونادي غواراني (نادي كرة قدم).

## وصلات خارجية
- أوزفالدو دياز على موقع الاتحاد الدولي (مؤرشف)  (الإنجليزية)
- أوزفالدو دياز على موقع قاعدة بيانات كرة القدم.إي يو (الإنجليزية)
- أوزفالدو دياز على موقع ناشيونال فوتبول تيمز (الإنجليزية)
- أوزفالدو دياز على موقع Soccerway.com (الإنجليزية)
- أوزفالدو دياز على موقع أوليمبيديا (الإنجليزية)